# Marilyn Harris (Schauspielerin)
Marilyn Harris (* 17. Juli 1924 in San Fernando, Kalifornien; † 1. Dezember 1999 in Los Angeles, Kalifornien) war eine US-amerikanische Schauspielerin.

## Leben und Karriere
Marilyn Harris wurde kurz nach ihrer Geburt in San Fernando in ein Waisenhaus in Los Angeles gegeben, bis sie im Alter von einem Monat von Adoptiveltern aufgenommen wurde. Zum Showgeschäft kam Harris schon früh durch ihre Adoptivmutter, eine gescheiterte Schauspielerin, die ihre unerfüllten Starträume auf ihre Tochter projizierte und sie mit harten Methoden behandelte. Harris gab an, ihre Adoptivmutter habe sie dabei an vielen Körperteilen geschlagen, allerdings  nur selten ins Gesicht – da sie mit Wunden und Narben im Gesicht weniger Chancen auf die Besetzung in Filmrollen gehabt hätte.
Besondere Bekanntheit erlangte Harris durch ihre Rolle als kleines Mädchen Maria in dem Film Frankenstein aus dem Jahr 1931. In einer der berühmtesten Szenen des Filmes trifft ihre Figur auf das von Boris Karloff gespielte Monster und begegnet diesem freundlich, doch durch ein Missverständnis wirft das Monster sie in einen See, wo sie ertrinkt. Harris äußerte sich später bewundernd über Karloff, der sie am Filmset ausgesprochen liebevoll behandelt hatte. Anstrengend waren die Dreharbeiten dennoch, da ihre Todesszene mehrere Takes brauchte und Harris, trotz ihres geringen Alters eine gute Schwimmerin, mehrfach ins Wasser geworfen werden musste. Aus schlechtem Gewissen fragte Regisseur James Whale sie nach einem Wunsch, den er ihr erfüllen könnte. Da sie von ihrer Mutter auf Diät gehalten wurde, wünschte sie sich ein Dutzend gekochte Eier, woraufhin er ihr zwei Dutzend gekochte Eier mitbrachte. Der Tod ihrer Figur im Film war besonders, da im klassischen Hollywood des Studiosystems der gewaltsame Tod von Kindern in der Regel ein Tabu war.
Neben Frankenstein spielte sie noch in 17 weiteren Filmen, wenngleich meist nur in kleineren Rollen. Mit James Whale drehte sie noch drei weitere Filme: In der Frankenstein-Fortsetzung Frankensteins Braut (1935, in diesem Film rennt sie schreiend vor Frankensteins Monster weg) und dem Musical Show Boat (1936) hatte sie Komparsenrollen, in Whales The Road Back – einer Verfilmung von Erich Maria Remarques Roman Der Weg zurück – übernahm sie 1937 eine etwas größere Rolle als Schwester der Hauptfigur Ernst. Ihren letzten Auftritt hatte Harris 1944 mit 19 Jahren in dem Teenagerfilm Henry Aldrich’s Little Secret an der Seite von Jimmy Lydon.
Von 1944 bis zu seinem Tod 1981 war Harris mit dem Türsteher Wally Watkins verheiratet, das Paar hatte einen Sohn. Ihr zweiter Ehemann Carl starb im Jahr 1988. Der Verbleib von Marilyn Harris galt bis in die 1980er-Jahre als unbekannt, ehe sie sich auf einen Aufruf von Mae Clarke, der weiblichen Hauptdarstellerin von Frankenstein, im lokalen Fernsehen von Los Angeles meldete. Bis zu ihrem Tod am 1. Dezember 1999 im Alter von 75 Jahren gab Harris daraufhin einigen Filmhistorikern Interviews über ihr Leben und die Dreharbeiten zu Frankenstein.

## Filmografie
- 1930: Neighbors (Kurzfilm)
- 1930: Der große Treck (The Big Trall)
- 1931: Frankenstein
- 1931: Over the Hill
- 1932: The Unexpected Father
- 1932: Tom rechnet ab (Destry Rides Again)
- 1932: Wild Girls
- 1932: 6 Hours to Live
- 1933: Die Hafen-Annie (Tugboat Annie)
- 1934: A Wicked Woman
- 1935: Frankensteins Braut (Bride of Frankenstein)
- 1936: Show Boat
- 1937: Maienzeit (Maytime)
- 1937: The Road Back
- 1943: Henry Aldrich Gets Glamour
- 1943: Young Ideas
- 1944: Stehplatz im Bett (Standing Room Only)
- 1944: Henry Aldrich’s Little Secret